# پرنارتس
پرنارتس (به چکی: Pernarec) یک منطقهٔ مسکونی در جمهوری چک است که در ناحیه پلزن-شمالی واقع شده‌است. پرنارتس ۲۲٫۹۲ کیلومتر مربع مساحت و ۷۵۶ نفر جمعیت دارد و ۴۷۴ متر بالاتر از سطح دریا واقع شده‌است.